# Slabotnen
Der Slabotnen (norwegisch für Hangkessel) ist ein Bergkessel im ostantarktischen Königin-Maud-Land. In der Orvinfjella liegt er zwischen den Osthängen der Dallmannberge und dem Schtscherbakowgebirge.
Teilnehmer der Deutschen Antarktischen Expedition 1938/39 unter der Leitung des Polarforschers Alfred Ritscher entdeckten und fotografierten ihn aus der Luft. Norwegische Kartographen, die ihn auch benannten, kartierten ihn anhand von Luftaufnahmen und Vermessungen der Dritten Norwegischen Antarktisexpedition (1956–1960).